# Golden-Gate-Highlands-Nationalpark
Der Golden-Gate-Highlands-Nationalpark (englisch Golden Gate Highlands National Park) liegt in Südafrika, im Südosten des Freistaates nahe der Grenze zu Lesotho, und zeichnet sich besonders durch seine malerischen Felslandschaften aus. Orange oder ocker gefärbte Sandsteinfelsen ragen über das bergige Grasland auf. Außerdem gibt es Felsmalereien der San.
Der nördliche Eingang zum Park liegt bei dem Künstlerdorf Clarens. 

## Fauna und Flora
Der Nationalpark ist mehr für die Schönheit seiner Landschaft als für seine Tierwelt bekannt. Dennoch gibt es eine Vielzahl an Tierarten:
- Verschiedene Säugetiere wie Weißschwanzgnus, Elenantilopen, Blessböcke, Kronenducker, Rehantilopen, Bergriedböcke, Südliche Oribi, Südafrikanische Kuhantilopen, Springböcke und Steinböckchen.[2]
- Über 100 Vogelarten darunter[3]
  - Greifvögel wie 
    - Geier: Bartgeier, Kapgeier
    - Adler: Malaienadler, Kampfadler
    - Felsenbussard
    - Falken: Lannerfalke, Wanderfalke, Turmfalke

  - Größere Vogelarten wie Schwarzstorch, Kahlkopfibis, Kapsegler und Alpensegler
  - Typische Vogelarten für das Hochland, insb.:
    - Frankoline: Grauflügelfrankolin und Rotflügelfrankolin
    - Schmätzer: Bergsteinschmätzer, Rotbauchschmätzer und Fahlschulterschmätzer
    - Steinrötel
    - Orangebrust-Felsenspringer
    - Erdspecht
    - Zistensänger: Zwergzistensänger, Trauerzistensänger und Langschwanz-Zistensänger
    - Natalhonigvogel
    - Nektarvögel: Malachitnektarvogel, Doppelband-Nektarvogel und Kapnektarvogel
    - Basutogirlitz aus der Gattung der Girlitze

Die Vegetation kann in Grasland und Wälder eingeteilt werden. Dabei ist der Golden-Gate-Highlands-Nationalpark momentan der einzige Grasland-Nationalpark in Südafrika. Im Park finden sich mehr als 60 Grasarten.
Im afromontanen Wald wird die Vegetation von Leucosidea sericea dominiert. Die Bäume werden als auch Ouhut (deutsch: Altholz) bezeichnet, aufgrund der „alten“ Erscheinung der gedrehten Stämme ausgewachsener Bäume und da das Holz wie altes, verrottetes Holz brennt.